# 本·薩斯
本傑明·埃里克·「本」·薩斯（1972年2月22日—），是一位美國共和黨政治人物，2015年至2023年擔任內布拉斯加州美國參議院議員。在此以前，他在2010年12月到2014年12月期間擔任弗里蒙特的米蘭德大學第15任校長。在2014年11月4日，薩斯以64.8%比31.1%選票擊敗民主黨的大衛·多米納獲得前聯邦參議員迈克·约翰斯的空缺。
在2021年2月13日第二次彈劾前總統特朗普，他是七名共和黨的參議員彈劾前總統特朗普其中一位。2023年1月8日就任佛羅里達大學校長而宣布辭去美國參議員。

## 政治立場

### 中國
華為首席財務官孟萬洲是公司創始人任正非的女兒，應美國的要求，於2018年12月1日在加拿大被捕。薩斯說，中國正在損害美國的國家安全利益，常常是“利用私營部門實體”，“美國人感謝我們的加拿大夥伴逮捕了首席財務官。”
2020年5月，本傑明·薩斯等參議院提出法案，要求將中國駐美使館外的路名改成李文亮廣場。

### 刑事司法
他反對《第一步法》。 該法案於2018年12月18日以87-12通過。
該法案是將已被監禁者的再入社會轉變為每個人都能安全過渡的法案，旨在改革了美國的聯邦監獄系統，並試圖減少累犯。
該法案在許多條款中追溯適用《公平判刑法》，允許僱員在聯邦監獄安全地存放槍支，限制對孕婦的約束，擴大對絕症患者的同情釋放，在某些地方使囚犯離家人更近，並改善監獄中的衛生狀況。
這項立法的支持者包括唐納·川普總統，邁克·彭斯和參議員邁克·李。在增加了量刑改革規定之後，民主黨内，參議員柯瑞·布克和迪克·德賓以及眾議員約翰·路易斯等支持參議院的立法。卡戴珊遊說起初猶豫的唐納·川普支持該法案，從而確保該法案獲得參議院通過。
該法案的反對者包括湯姆·科頓，約翰·尼利·肯尼迪，本·薩斯，吉姆·裡施和德布·菲舍尔參議員。

## 延伸閱讀
- 美國國會國家人物傳記大辭典中的傳記
- 由華盛頓郵報維護的投票記錄
- 智慧投票计划中的傳記、投票紀錄及利益集團評級
- 聯邦選舉委員會中的競選財務報告和數據
- Sasse Profile at Ballotpedia

## 外部連結
- 本·薩斯 （页面存档备份，存于）參議院官方網站
- 本·薩斯參議員競選網站
- 中的“本·薩斯”
- C-SPAN內的頁面（英文）

| 政党职务             | 政党职务                                                      | 政党职务             |
| -------------------- | ------------------------------------------------------------- | -------------------- |
| 前任者： 迈克·约翰斯 | 美國參議員內布拉斯加州共和黨被提名人 （第2類） 2014年、2020年 | 最新的               |
| 美国参议院           |                                                               |                      |
| 前任者： 迈克·约翰斯 | 內布拉斯加州第2類參議員 2015年－2023年 與德布·菲舍尔同時在任  | 繼任者： 皮特·里基茨 |